# Tomás San Gil
Tomás David Pérez Díaz (Trinidad, Cuba, 29 de diciembre  de 1939-Escambray, Cuba, 28 de febrero de 1963), alias Tomás San Gil, fue un rebelde anticomunista cubano y uno de los líderes de la Rebelión del Escambray. Tras la muerte de Osvaldo Ramírez García, asumió el mando de las fuerzas rebeldes. Muerto en batalla con las fuerzas gubernamentales.

## Ir a la montaña
Nacido en el seno de una familia de burguesía agraria criolla. Estudió en el colegio católico Sancti Spiritus. Se dedicaba al negocio comercial. Luego pasó a ser administrador de la estancia de su tío, el terrateniente Rómulo Díaz, representante de la empresa agrícola Ponciano Land Company. Según fuentes oficiales cubanas, Tomás David Pérez Díaz era el tipo de “dandy a caballo con sombrero negro y gafas de sol”. Por otro lado, fuentes anticomunistas cubanas lo caracterizan como un patriota cubano “valiente y talentoso”. Tomás David Pérez percibió de manera extremadamente negativa la llegada al poder de Fidel Castro y su rumbo comunista. Rechazó especialmente la política agraria del nuevo gobierno.
Tomó las armas después de una acalorada discusión con un funcionario del INRA sobre si sus pastos pertenecían “al pueblo” o a San Gil, quien los pagaba. “Me voy a la montaña”, dijo San Gil. - Ven y Encuentrame. Te esperaré".
Desde septiembre de 1960 se unió a la resistencia rebelde anticomunista en las montañas del Escambray. Se unió al destacamento de Osvaldo Ramírez García, quien poco antes, como funcionario del gobierno, se opuso a la confiscación de las tierras de Rómulo Díaz. Adoptó el apodo partidista de Tomás (Tomasito) San Gil, que pasó a ser un nombre personal.

## Comandante rebelde
Tomás San Gil se incorporó rápidamente al equipo de Osvaldo Ramírez García. Provenir de una élite terrateniente no impidió su integración en el medio predominantemente campesino de los rebeldes. Mostró habilidades tácticas militares y se convirtió en el jefe del cuartel general partidista, la "mano derecha" de Ramírez. Se distinguió por sus creencias ferozmente anticomunistas, su coraje desesperado, su determinación y su crueldad. Planificó operaciones militares y participó personalmente en ellas. Al mismo tiempo, según la propaganda cubana, San Gil participó no solo en batallas con tropas y las Milicias Nacionales Revolucionarias, ataques a instalaciones y empresas administrativas estatales, sino también en robos, ataques al transporte de pasajeros, asesinatos de activistas comunistas, incluido un joven negro. docente, Conrado Benítez. En una reunión de comandantes rebeldes del 15  al 16 de julio de 1961 en el pueblo de Zicatero, se estableció el Ejército de Liberación Nacional (ELN), el Ejército Anticomunista Cubano. Ramírez nombró a San Gil comandante de las fuerzas rebeldes en varias zonas del Escambray (San Ambrosio, Las Tinajitas, Paso Hondo, Las Aromas y Velázquez).

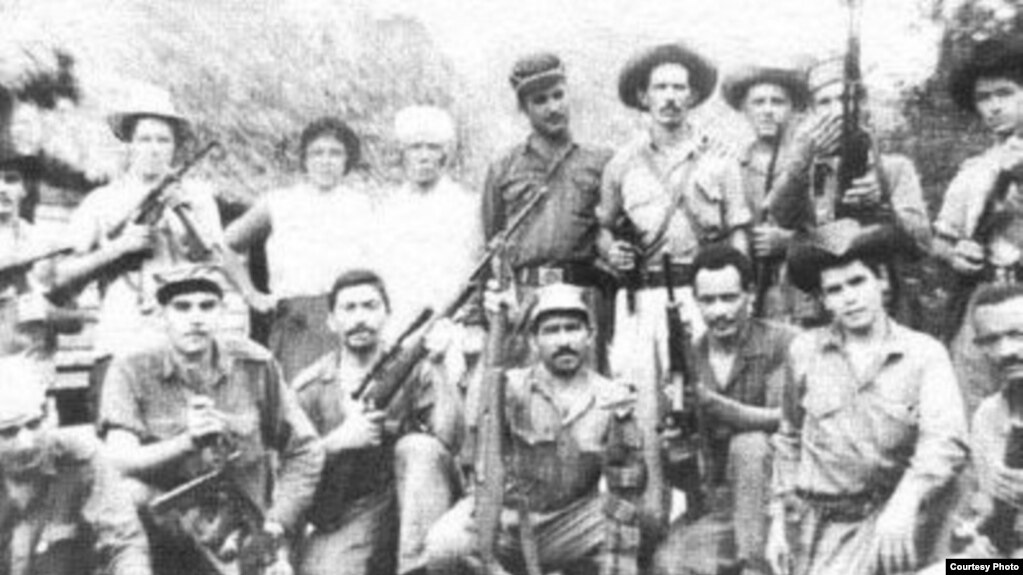
Reunión de jefes de la Rebelión del Escambray. Entre ellos Osvaldo Ramírez García, Evelio Duque,¨el Congo Pacheco, Tomás San Gil, Julio Emilio Carretero. La señora es Benilde Díaz, la madre de Tomás San Gil,

El 16 de abril de 1962, Osvaldo Ramírez García murió en batalla con las fuerzas gubernamentales. Tomás San Gil asumió el mando rebelde. El 19 de julio de 1962, la asamblea rebelde de El Naranjal confirmó a San Gil como comandante del Ejército de Liberación Nacional. La formación bajo su mando directo siguió siendo numéricamente pequeña (de una docena a tres docenas de militantes), pero muy activa y dura. Las autoridades cubanas llamaron a Tomás San Gil, de 22 a 23 años, "el brazo fuerte del Escambray". En menos de un año, 54 soldados gubernamentales fueron asesinados y 36 objetos quemados por la formación de San Gil. La liquidación de Tomás San Gil y su escuadrón fue dada prioridad a las fuerzas de seguridad cubanas. Los organismos de seguridad del Estado intentaron varias veces organizar intentos de asesinato, pero San Gil logró impedirlos con pérdidas para el enemigo. En enero de 1963 se hizo un intento de captura, pero San Gil logró evadir la persecución cruzando el río Caracusey.

## Muerte en batalla
En febrero de 1963, Tomás San Gil decidió realizar otra reunión de comandantes rebeldes en El Naranjal. Planeaba coordinar una nueva serie de ataques. Esta información llegó a conocimiento de los Órganos de Seguridad del Estado. Se enviaron agentes al pueblo y se reunieron tropas. En el lado militar, el operativo estuvo supervisado por Raúl Menéndez Tomassevich, en la línea de seguridad estatal por Emerio Hernández Santander, el mando de campo estuvo a cargo de Gustavo Castellón Melián (Caballo Mayaguara). Alrededor de un centenar de rebeldes, incluido San Gil, estaban bajo persistente persecución. Varias veces San Gil rompió el cerco.
El 28 de febrero de 1963, una treintena de militantes encabezados por Tomás San Gil y Nilo Armando Saavedra Gil (participante activo de la Revolución cubana, rebelde antibatista del Directorio Revolucionario 13 de marzo) fueron rodeados por tres batallones gubernamentales en el territorio de una antigua finca en el pueblo de Maisinik. El grupo liderado por San Gil logró traspasar la barrera. Además San Gil regresó voluntariamente al campo de batalla para ayudar al rodeado Saavedra y murió en un tiroteo. La batalla terminó al día siguiente: 11 rebeldes y 27 soldados del gobierno murieron. Tras la muerte de Tomás San Gil, Julio Emilio Carretero tomó el mando del ELN.

## Personalidad y familia
Según reseñas de personas que lo conocieron, Tomás San Gil “fue el primero en el ataque y el último en la retirada”. Al mismo tiempo, combinó el coraje con un “pensamiento estratégico innato”. Era muy popular entre los rebeldes (en su cumpleaños número 23, le entregaron una tarta de cumpleaños en su escondite, aunque esto entrañaba muchos riesgos). Exteriormente, Tomás San Gil se describe como un joven de baja estatura, pero de gran fortaleza física. No estaba casado, pero en sus actividades participaban activamente su madre doña Benilde Díaz y su hermana Conchita. Estas mujeres organizaron suministros materiales e informaron al destacamento sobre la situación fuera de la zona de combate, ambas mujeres fueron arrestadas y maltratadas en numerosas ocasiones, e interrogadas incesantemente. Las actitudes contemporáneas hacia Tomás San Gil, como Osvaldo Ramírez García, dependen de la ideología y la orientación política. Los funcionarios cubanos lo caracterizan como bandido y contrarrevolucionario; disidentes cubanos, como héroes de la lucha por la liberación.